# Banned Books Week

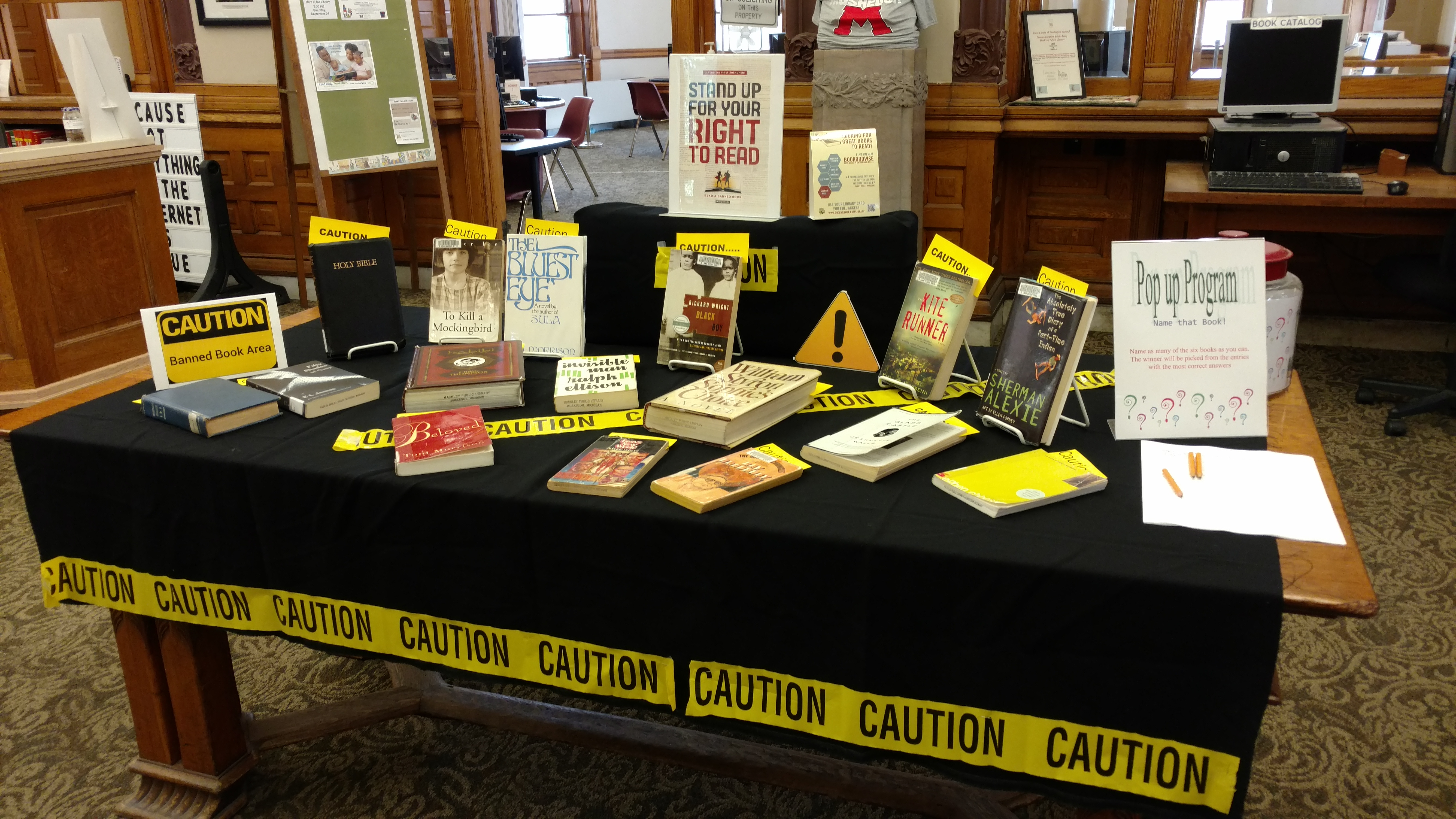
Büchertisch anlässlich der Banned Books Week in der Hackley Library in Muskegon, Michigan (2016)

Die Banned Books Week (Woche der verbannten Bücher) ist eine jährlich stattfindende Kampagne US-amerikanischer Bibliotheken, Verlage und Buchhandlungen gegen die Zensur von Literatur, insbesondere das Entfernen von Büchern mit umstrittenen Inhalten aus Bibliotheken. Sie beruft sich auf den 1. Zusatzartikel zur Verfassung der Vereinigten Staaten (First Amendment), der Einschränkungen der Meinungsfreiheit verbietet.

## Hintergrund
Jedes Jahr werden in den USA Hunderte von Beschwerden eingereicht, die darauf abzielen, bestimmte Bücher aus dem Bestand von Bibliotheken zu entfernen. Hinter den Anträgen stehen zunehmend organisierte Kampagnen aus dem politisch konservativen bis rechten Spektrum.
Zu Beginn der 2020er Jahre stieg die Zahl der Anträge gegen Bibliothekstitel drastisch an. Nach Angaben der American Library Association lag die Zahl der von Bibliotheken gemeldeten Anträge in den Jahren 2001–2020 bei einem Jahresdurchschnitt von 273 Titeln. Für das Jahr 2022 sind dem Verband Anträge gegen 2 571 Titel bekannt, 2023 steig die Zahl auf 4 240 Titel. Der Verband geht von einer um ein Vielfaches höheren Dunkelziffer aus.
Als Gründe werden unter anderem Darstellungen von Sexualität oder Gewalt, vulgäre Sprache und die Behandlung von Themen wie Drogen oder Tod und Suizid genannt. Religiöse Gruppen fechten häufig auch Bücher wegen ihrer angeblichen Förderung okkulter Praktiken an. Besonderes Aufsehen auch in internationalen Medien erregten die zahlreichen Beschwerden gegen die Bücher der Reihe Harry Potter, die die am häufigsten beanstandeten Bücher der 2000er Jahre waren. Mit dem Anstieg der Anfechtungen von Büchern in den 2020er Jahren verstärkten sich die Angriffe auf Bücher, die das Leben von People of Color sowie queeren Menschen thematisieren.
Laut einem Bericht von PEN International stehen hinter der Mehrheit dieser Anträge landesweit organisierte Gruppierungen. Die Zahl der Anfechtungen von Büchern korreliert mit hohen Wahlergebnissen für die Republikanische Partei mit Rekordzahlen in Texas und Florida. Die Anträge zielen überwiegend auf Kinder- und Jugendbücher. Am häufigsten betroffen sind Bestände von Schulen und Schulbibliotheken, aber auch von öffentlichen und wissenschaftlichen Bibliotheken. Bücher, die von Frauen, queeren Personen und People of Color geschrieben wurden, sind überproportional betroffen.
Beschwerdeanträge dieser Art betreffen auch immer wieder Klassiker der Weltliteratur, darunter Bücher von James Joyce, Ernest Hemingway, Mark Twain, George Orwell, Aldous Huxley, John Steinbeck, F. Scott Fitzgerald, J. D. Salinger und J. R. R. Tolkien.

## Geschichte
Die Banned Books Week wurde 1982 von der Bibliothekarin Judith Krug ins Leben gerufen. Seitdem findet sie jedes Jahr in der letzten September- oder ersten Oktoberwoche statt. Einer der Hauptsponsoren ist die American Library Association, die jährlich eine Liste der erfolgreichen und versuchten Entfernungen von Büchern aus Bibliotheken veröffentlicht.

## Internationale Bedeutung
Die Menschenrechtsorganisation Amnesty International beteiligt sich an der Banned Books Week, indem sie in dieser Zeit auf Personen aufmerksam macht, die wegen der Veröffentlichung, Verbreitung oder auch nur des Lesens verbotener Bücher verfolgt werden.